# Lavandula multifida
La Lavandula multifida (lavanda dalle foglie a felce, lavanda egiziana) è una piccola pianta, a volte arbusto, nativa delle regioni meridionali del Mar Mediterraneo, incluse Iberia, Sicilia e le Isole Canarie.
Lo stelo è grigio e lanoso. Le foglie sono a doppia penna (cioè dal rachide partono quattro barbe). I fiori sono di colore blu scuro o blu-viola. Ogni fiore ha lo stelo posizionato sopra una foglia.
È coltivata sia a scopi officinali, sia come pianta ornamentale. A latitudini più fredde è uccisa dal gelo invernale, ma può essere coltivata come pianta stagionale. In floricoltura è nota come spanish eyes.
A volte viene commercializzata come Lavandula pinnata var. buchii.